# Sydvästerbottniska dialekter

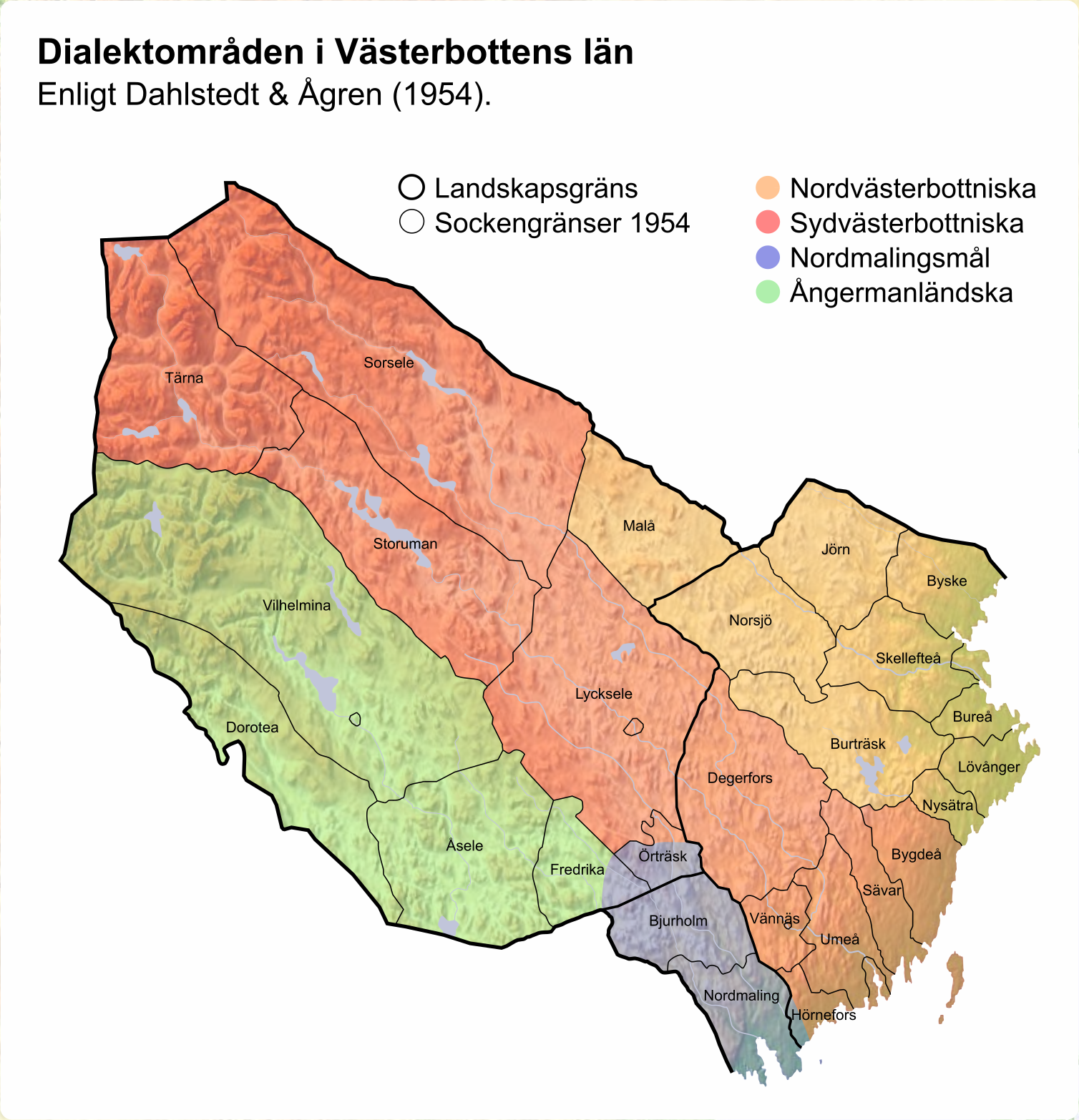
Sydvästerbottniskans utbredning (i rött) bland målen i Västerbotten.

Sydvästerbottniska, ibland kallat umemål (bonnska, bonnmåle), är en norrländsk dialektgrupp med kärnområde i den södra hälften av landskapet Västerbotten. Längs Ume- och Vindelälvens dalgångar talas också sydvästerbottniska dialekter i ett vidsträckt område i Lappland, motsvarande det historiska Ume Lappmark. I norr gränsar dialektområdet vid Nysätra och Burträsk till de nordvästerbottniska dialekterna, i söder till nordmalingsmålen (som brukar anses inta en mellanställning mellan västerbottniska och ångermanländska) och i väster till de ångermanländska åsele- och vilhelminamålen samt de nordnorska dialekter som talas på andra sidan landgränsen vid Tärna.

## Språkdrag

### Vokalbalans och apokope
Sydvästerbottniska dialekter kännetecknas liksom de flesta övriga norrländska varieteter av vokalbalans. Detta innebär att ord med lång- respektive kort rotstavelse i fornnordiskan får olika uttalsmönster i dialekterna. För orden med gammal lång rotstavelse föreligger apokopering och vokalreduktion, medan de gamla kortstaviga orden behåller sin ändelsevokal. Till skillnad från nordmalingsmålet i söder står tvåstavighetsaccenten kvar i de apokoperade orden, som får ett uttal med så kallad cirkumflexaccent på sydvästerbottniska. Detta gäller dock inte nödvändigtvis dialekterna såsom de talas i Lappland.
| Kort stavelse    | Lång stavelse     | Vokalbalans | Kommentar                                                                           |
| ---------------- | ----------------- | ----------- | ----------------------------------------------------------------------------------- |
| ba:`ka, 'baka'   | kâ`âst, 'kasta'   | a ~ apokope | Gammal ändelse -a: ger -a efter korta stavelser, apokope efter långa.               |
| ba:`ka, 'bakade' | kâs`te, 'kastade' | a ~ e       | Gammal ändelse -að(e): ger -a efter korta stavelser, reduceras till -e efter långa. |
| lô:du, 'lada'    | jä`ädd, 'gädda'   | ʉ ~ apokope | Gammal ändelse -u: ger -ʉ efter korta stavelser, apokope efter långa.               |

### Vokaler

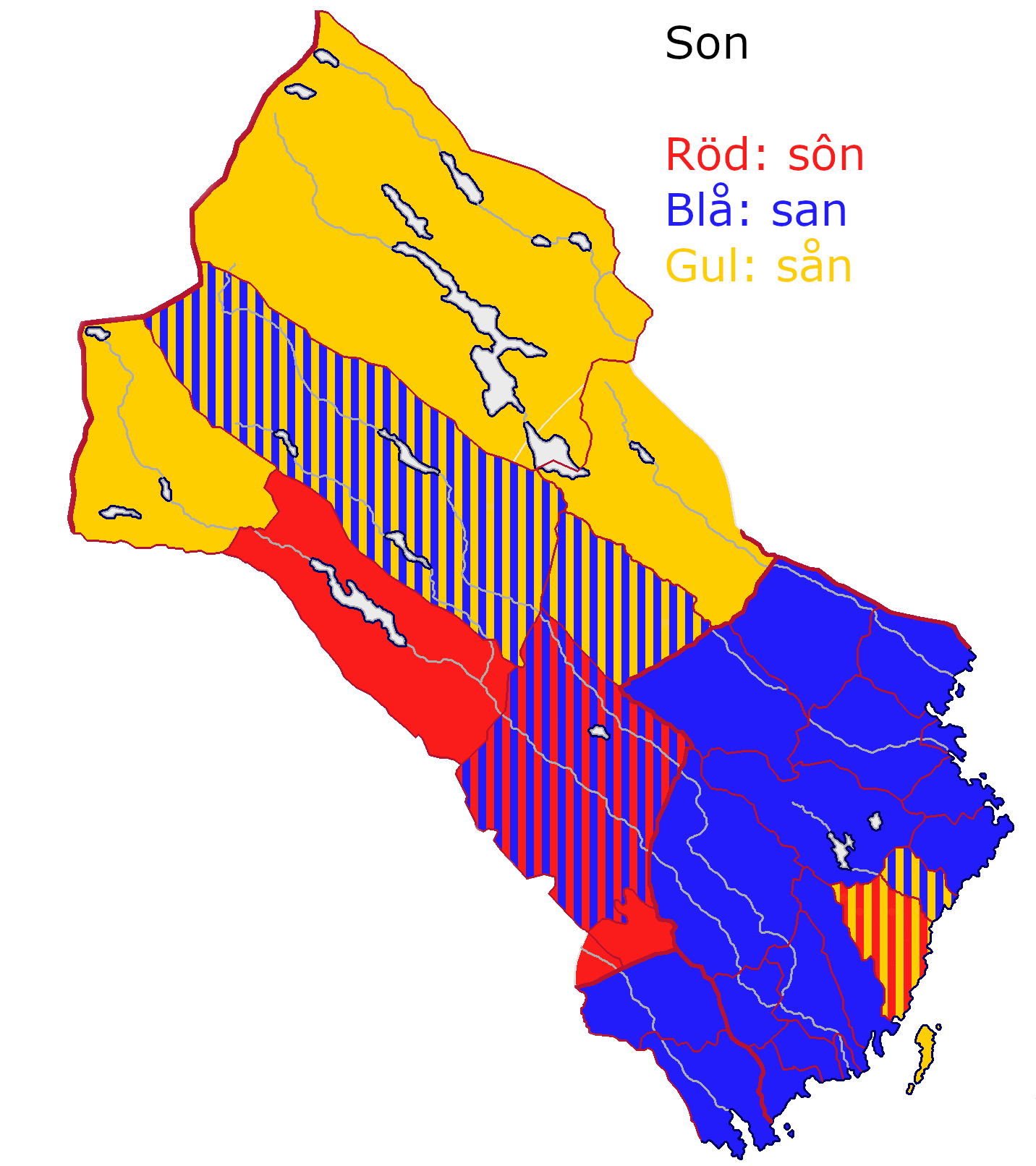
Uttalet av "son" på västerbottniska dialekter. Kartan visar endast uttalet av vokalen.

De gamla fornnordiska diftongerna finns bevarade i uttal som stein ('sten'), röyk ('rök') och bLôut eller bLöyt ('blöt'), med en del lokal variation. I dialekterna i Bygdeå och i Lappland har diftongerna till stor del dragits ihop till långa vokaler [e:], [ø:] respektive [ɞ:], men står emellertid kvar i åtminstone några ord. En egenhet för sydvästerbottniskan är förekomsten av ett inskjutet g där den gamla au-diftongen står framför r och tjockt l, vilket ger karaktäristiska uttal som ôger och môger (av äldre *aur, 'ör' och *maur, 'myra'). På ett liknande sätt skjuts ett k in i neutrumformer av adjektiv som slutar på ôu (eller öy i de dialekter där ôu och öy sammanfaller), så i Degerfors uttalas 'röd' rôu medan 'rött' uttalas rökt. I bland annat Hössjö där äldre au och øy har sammanfallit skjuts också ett v in efter ett äldre au i ordslut, men inte efter øy. Till exempel röyv < rauð 'röd' och fLöyv < flaug 'flög' men höy 'hö'.

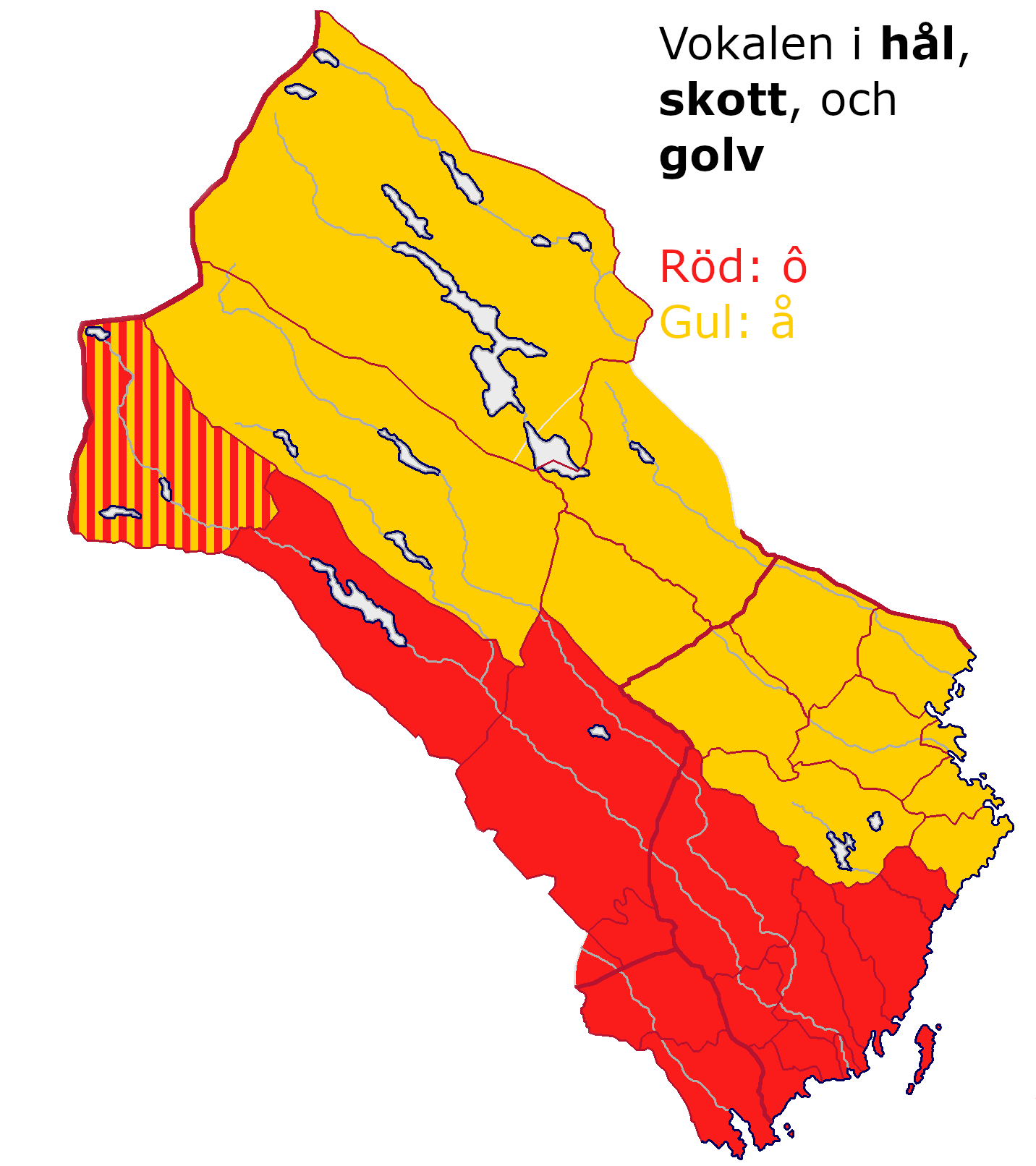
Uttalet av vokalen i ord som "hål" och "skott", där sydvästerbottniskan har ô (ett ljud mellan å och ö) medan nordvästerbottniskan har vanligt å.

I likhet med dialekterna söderut, men i motsättning till nordvästerbottniskan (Nysätra undantaget), har sydvästerbottniska dialekter utvecklat ett öppet ô-ljud (vanligen [ɞ] eller [œ]) ur äldre kort u. Således heter det rô:g, 'råg', gôtt, 'gott', pô:sa, 'påse' och kômma, 'komma'. I vissa områden har kort ô sedan sammanfallit med kort ö.  I Sorsele i Lappland, där dialekten är påverkad av nordvästerbottniskan, möter däremot å-vokal i ord som dessa. Äldre kort o motsvaras vanligen, liksom i resten av Västerbotten och större delen av Ångermanland, av ett a-ljud [a], så att 'folk' och 'son' heter faLk och saN. I delar av området tenderar dock detta ljud att sammanfalla med ô-ljudet. Äldre kort a ger två skilda fonem på dialekterna, ett främre /â/ ([a] eller [æ]) som i kâtt, 'katt' och vâ:r, 'var' och ett bakre /a/ [ɑ] som i kall, 'kall' och va:`ra, 'vara'. Vad gäller det gamla långa ā-ljudet skiljer sig sydvästerbottniskan gentemot sina granndialekter i norr genom utvecklingen till å-vokal, det heter bå:t, 'båt' på sydvästerbottniska varpå uttalet ba:t möter norrut.

### Konsonanter
Vad gäller konsonanter så har det tidigare funnits en skillnad mellan supradentaler och kakuminaler, alltså två olika sorters retroflexa konsonanter. I den här artikeln skrivs supradentaler med ett streck under, medan kakuminaler skrivs med IPA:s tecken för retroflexa konsonanter. Till exempel uttalas  ’mörkt’ /mɞːt̠/ med supradentalt t medan ’kort’ uttalas /kuʈː/ med kakuminalt t. Den historiska utvecklingen av dessa ljud är lite komplicerad, men för t är den generella regeln att de fornnordiska konsonantklustren rt, rðt och lCt (där C står för vilken konsonant som helst) utvecklas till kakuminaler medan rCt och även rt i obetonade stavelser och vissa adjektiv utvecklas till supradentaler. Exempel på detta är de ovan nämnda kort (med kakuminal) och mörkt (med supradental). För d är regeln istället att rd blir supradental medan ld i vissa ord blir kakuminal. Till exempel uttalas ’sörjde’ /sɑ̂d̠ː/ medan ’valde’ uttalas /vɑ̂ɖː/. I nuvarande mål verkar det dock som att den här skillnaden har försvunnit.
På många håll har man också initialt ng, till skillnad från standardsvenskan. Detta har utvecklats från fornnordiska gn så att t.ex gníða blir ngi ̀i.[källa behövs] I Hössjö har även kn blivit ng, så exempelvis knyta heter ngy ̀yt. I Degerfors har kn istället blivit en tonlös nasal /ŋ̊/ som här stavas hng.

### Substantiv
På sydvästerbottniska har de flesta substantiv sex former: grundform singular (sg.), grundform plural (pl.), bestämd form singular (bf.sg), bestämd form plural (bf.pl.), dativ singular (d.sg) och dativ plural (d.pl). Man skiljer både mellan ursprungligt kort- och långstaviga böjningsklasser och mellan starka och svaga. Följande exempel kommer från Degerfors om inget annat nämns. I inlandet och till viss del även vid kusten har de obestämda pluralformerna till stor del gett vika för de bestämda i alla genus, så att både "granar" och "granarna" heter grâ`Njen.

#### Maskuliner
Bland maskulina ord finns fyra regelbundna klasser och ett antal oregelbundna ord. I tabellerna nedan står Ø för avsaknad av ändelse och ^ för tillägg av cirkumflex accent på föregående stavelse. Stort n står för så kallat tjockt n, som i svenska horn och korn.
|                | Kortstaviga starka | Långstaviga starka | Kortstaviga svaga | Långstaviga svaga |
| -------------- | ------------------ | ------------------ | ----------------- | ----------------- |
| Singular       | -Ø                 | -Ø                 | -a                | -^                |
| Plural         | -`a                | -`a                | -`a               | -`a               |
| Best. singular | -(e)n              | -(e)n              | -`an              | -`(e)n            |
| Best. plural   | -`aNa              | -`a                | -`ana             | -`a               |
| Dat. singular  | -ôm                | -ôm                | -`anôm            | -`ôm              |
| Dat. plural    | -`ôm               | -`ôm               | -`ôm              | -`ôm              |

I bestämd singular och dativ singular av de starka substantiven förekommer ofta s.k. norrländsk förmjukning, vilket innebär att k, g och sk palataliseras till tj, j och sj. På vissa håll har man till och med generaliserat den förmjukade formen, så att "skog" heter skojj i analogi med bestämd form skojjen och dativ skojjôm.

#### Femininer
Bland feminina substantiv förekommer betydligt mer dialektal variation än bland maskulina. Till exempel kan plural av "nål" heta nå:`åL, nå:Ler eller nå:Len. Generellt sett används -er mer söder om Umeälven medan cirkumflex används mer norr om och -en används mer i inlandet. Detta är dock ingen absolut regel, och man kan t.ex hitta former som pi:`ig för pigor i Hössjö en bit söder om älven, där man hade förväntat sig pi:`ger.
|                | Kortstaviga starka         | Långstaviga starka         | Kortstaviga svaga   | Långstaviga svaga |
| -------------- | -------------------------- | -------------------------- | ------------------- | ----------------- |
| Singular       | -Ø                         | -Ø                         | -`u                 | -^                |
| Plural         | -`i eller -`(j)en eller -^ | -^ eller -er eller -`(j)en | -`u                 | -^ eller -er      |
| Best. singular | -a                         | -a                         | -`un                | -`a               |
| Best. plural   | -`(j)en                    | -`(j)en                    | -`una eller -`(j)en | -`(j)en           |
| Dat. singular  | -`en                       | -`(e)n                     | -`un                | -`en              |
| Dat. plural    | -`ôm                       | -`ôm                       | -`ôm                | -`ôm              |

Om man lägger på ändelsen -`(e)n för dativ singular på ett substantiv som slutar på r eller L (tjockt l) så slås konsonanterna ihop och vokalen får cirkumflex accent. Således heter "i jorden" ti jo:`orn. Vissa substantiv kan ha flera olika varianter som till och med kan användas av samma talare. Till exempel kan "ladorna" och "tranorna" heta antingen lô:`duna och trô:`Nuna eller lô`ddjen och trô:`Njen.

#### Neutra
Bland neutrumord finns bara två böjningsklasser eftersom kort- och långstaviga ord böjs likadant. Den ena klassen består av ursprungliga a-stammar medan den andra består av ursprungliga ija-stammar. Generellt sett är det vanligare att bestämd form pluralis generaliseras i ija-stammarna än i de starka.
|                | Starka | ija-stam     |
| -------------- | ------ | ------------ |
| Singular       | -Ø     | -^           |
| Plural         | -Ø     | -^ eller -`a |
| Best. singular | -e     | -`e          |
| Best. plural   | -a     | -`a          |
| Dat. singular  | -`en   | -`en         |
| Dat. plural    | -`ôm   | -`ôm         |

Norrländsk förmjukning förekommer ofta i bestämd singular och dativ singular av starka medan man i ija-stammar antingen har generaliserad förmjukning (di:`itj för dike) eller ingen förmjukning alls.

### Adjektiv
Adjektiven får olika former beroende på om de står själva eller tillsammans med ett substantiv och även beroende på om de är bestämda eller ej.
|                       | Maskulinum                                                     | Femininum                                                      | Neutrum                                                        | Plural                                                         |
| --------------------- | -------------------------------------------------------------- | -------------------------------------------------------------- | -------------------------------------------------------------- | -------------------------------------------------------------- |
| Obestämd självständig | -Ø                                                             | -Ø                                                             | -t                                                             | -^                                                             |
| Obestämd sammansatt   | -n                                                             | -n                                                             | -te                                                            | -`a                                                            |
| Bestämd självständig  | -`(e)n                                                         | -`a                                                            | -`e                                                            | -`en                                                           |
| Bestämd sammansatt    | Sammansatt med substantivet, t.ex. wi:t-bi:ln "den vita bilen" | Sammansatt med substantivet, t.ex. wi:t-bi:ln "den vita bilen" | Sammansatt med substantivet, t.ex. wi:t-bi:ln "den vita bilen" | Sammansatt med substantivet, t.ex. wi:t-bi:ln "den vita bilen" |

Användningsexempel:
Obestämd självständig: Påytjen je:r kwikk "Pojken är kvick", Sti`nta je:r snäll "Flickan är snäll", Bå:ne je:r gLâtt "Barnet är glatt", Kâ:`raNa va:`ra sto:`or "Karlarna är stora".
Obestämd sammansatt: (En) kwikken påyk "En kvick pojke", (En) snällen sti`int "En snäll flicka", (E) gLâtte bå:n "Ett glatt barn", Sto:`ra kâ:`ra. (obestämd artikel är inte nödvändig)
Bestämd självständig: kwi`kken "Den kvicke", snä`lla "Den snälla", gLâ:`e "Det glada", sto:`ren "De stora". Används oftare än på svenska, t.ex. Hä vâr n storn påyk å en lit`n sti`int. Sto`orn hei`te Per å li`hlla hei`te Anna. "Det var en stor pojke och en liten flicka. Den store hette Per och den lilla hette Anna." (hl betecknar här tonlöst l)
Bestämd sammansatt : kwikk-påytjen "Den kvicke pojken", snäll-stinta "Den snälla flickan", gLâ:-bå:ne ”Det glada barnet", sto:r-kâ:raNa "De stora karlarna". Den här typen av sammansättning kan även användas om substantivet är obestämt, men då är den inte obligatorisk.

## Språkprov
| Sydvästerbottniska (Bygdeå) | Hä var n gôôbb åte n by sôm het Timmermarka jänna. Han hetä Vikström, han var för början på atanhunnretaLet. Han var ut brått n måra å sku fera å tjöör. Hä var vormåran, sä hä var jus n ti. Å då fick han si n kar kömmä rätt över åkern hansj, å kömmä rätt å gåLöm. Han stannä å därve bron, å försto hä var nan sôm villä hånöm nanting. Då hälsä-n aldri den där karn, utan sa: "visst jer du sme?", sa-n. "Jaa, visst jer ja hä", sjvara Vikström. "Jä sme, å jä bonn å", sa-n. "Bå dela ja", sa-n. "Men no smi jä å", sa-n. "Ska du ha nånting smidd?". "Joo, ja ska ha hä", sa-n. "Varifrån jer du? Jä tjänn dä int", sa Vikströmen. "Hä jer nemstgrann denn", sjvara karn. "Nemstgrann menn?", sa-n. "Hä sku va n innaNe FaLemarken jenna hä då", sa-n. "Men där tjänn ja föll allehop. Ingen nemstgrann jer du åt meg". "Jä bo ju i gåLöm jenna", sa-n. Å sä ritt-n på n storbyggning söm var västöm, sôm hä brann å var sä jusst ti fönstra, att hä var alldes olickLet. "Ja bo dänna". Hä var västöm åkerhagan, hadd Vikströmen sagd, dära skojjöm mennöm. "Nää", sa Vikström. "Jä smi int åt deg", sjvara-n. Å då sa-n hä var söm hä sku ha blåsst dill, å sä försvann-en. Han såg allre dill-n na mer häller. |
| Svenska                     | Det var en gubbe i en by som heter Timmermarken här. Han hette Vikström, han var född i början på artonhundratalet. Han var ute tidigt en morgon och skulle ut och köra. Det var vårmorgon, så det var en ljus tid. Och då fick han se en karl kommandes över åkern, och rakt mot sin gård. Han stannade av vid farstubron, och förstod att det var någon som ville honom någonting. Då hälsade karlen honom aldrig, utan sa: "visst är du smed?". "Ja, visst är jag det", svarade Vikström. "Jag är smed, och bonde också", sa han. "Båda delar" sa karlen. "Men nog smider jag också", sa Vikström. "Ska du ha någonting smitt?". "Jo, jag ska ha det", sa karlen. "Varifrån är du? Jag känner dig inte", sa Vikström. "Det är din nämstgranne", svarade karlen. "Min nämstgranne?" sa Vikström. "Det skulle vara innanför Falemarken här det då", sa han. "Men där känner jag väl allihopa. Ingen nämstgranne är du åt mig". "Jag bor ju i gården här", sa karlen. Och så pekade han på en stor byggnad som var västerom [Vikströms], som det brann och var så ljust i fönstren på, att det var alldeles olyckligt. "Jag bor där". Det var väster om gärdsgården, hade Vikström sagt, i min skog. "Nej", sa Vikström. "Jag smider inte åt dig", svarade han. Och då sa han att det var som om det blåste till, och så försvann karlen. Han såg aldrig till honom något mer heller. |